# Хоторн (Калифорния)
Вижте пояснителната страница за други значения на Хоторн.
Хо̀торн (на английски: Hawthorne) е град в югозападната част на окръг Лос Анджелис в щата Калифорния, САЩ. Хоторн е с население от 84 112 жители (2000) и обща площ от 15,70 km². Хоторн получава статут на град на 12 юли 1922 г. ZIP кодовете на Хоторн са 90250 и 90251, а телефонния му код е 310.

## Личности
- Мерилин Монро, живее в града като малка
- Брайън, Денис и Карл Уилсън от музикалната група Бийч Бойс израстват в Хоторн